# Phobia (Breaking Benjamin)
Phobia è il terzo album in studio del gruppo post grunge/alternative metal statunitense Breaking Benjamin. Il disco è stato registrato ai Barbershop Studios di Hopatcong in New Jersey ed è uscito l'8 agosto 2006. In alcune versioni dell'album è inclusa come quattordicesima traccia una versione acustica di The Diary of Jane.

## Tracce
1. Phobia (intro)
2. The Diary of Jane
3. Breath
4. You
5. Evil Angel
6. Until the End
7. Dance With the Devil
8. Topless
9. Here We Are
10. Unknown Soldier
11. Had Enough
12. You Fight Me
13. Phobia (outro)

Bonus track
1. The Diary of Jane (acoustic version)

## Curiosità
- La traccia The Diary of Jane è presente in una scena del film Step Up 2 - La strada per il successo.